# 工藤淳之介
工藤 淳之介（くどう じゅんのすけ、1987年2月19日 - ）は、新潟放送（BSN）のアナウンサー。

## 経歴
- 母親の実家がある新潟県長岡市で生まれ、青森県八戸市で育つ[2]:19。
- 青森県立八戸高等学校、法政大学文学部日本文学科卒業。高校生時代は放送部[3]。大学でも自主マスコミ講座を見つけて応募し、選抜制で倍率5倍ほどだったが選ばれてアナウンサーコースを受講していた[3]。
- 放送局は生まれた所の新潟の局か、育ったところの青森の局かを希望し[3]、キー局や準キー局も受験して最後まで残ったことが多かったという[3]。2009年に岩手めんこいテレビ（mit）に入社。報道部に所属し、2014年6月末まで勤務[2]:19[3]。東日本大震災では、最初の緊急放送を担当し、被災地での取材も行った[2]:20-21。その時に放送局の仕事は「県民の命と財産を守る」ことだと強く思うようになり、現在も緊急放送の訓練などを続けている[2]:21。
- mit時代、IBC岩手放送のアナウンサーが中心になって行われていた文士劇に参加していた[3]。そこでラジオテレビ兼営局であるIBCのベテランアナウンサー（大学の先輩である菊池幸見など）話を聞くうちに、ラジオもやりたいという気持ちが強くなり、いつかはラジオもやっている局に移れたらとも思うようになる[3]。
- 2014年に新潟放送に中途入社。BSN入社以来4年ほどはテレビのニュースキャスターなどを務めていたが、それでもラジオがやりたいと要望を出し続けていたという[3]。その念願かない、2019年9月30日からメインパーソナリティ番組『工藤淳之介 3時のカルテット』がスタート。
- 『3時のカルテット』がスタートした2019年9月から、年に15～20ほどの資格を取得し、これ以前から取っていた防災士や入浴検定の他、47（2021年12月時点）の資格を持っている[3]。

## 出演
太字は出演中。

### めんこいテレビ時代
- mitスーパーニュース
- 山・海・漬（レポーター）

### 新潟放送時代
- Nスタ新潟
- BSN NEWS ゆうなび
- ゆうなびラジオ
- 工藤淳之介 3時のカルテット
- BSN NEWS（不定期）
- 土曜ランチTV なじラテ。

2024年5月～育休中で9月7日放送分から復帰